# Valbrembo
Valbrembo là một đô thị ở tỉnh Bergamo trong vùng Lombardia, có vị trí cách khoảng 45 km về phía đông bắc của Milano và khoảng 4 km về phía tây bắc của Bergamo. Tại thời điểm ngày 31 tháng 12 năm 2004, đô thị này có dân số 3.584 người và diện tích là 3,7 km².
Valbrembo giáp các đô thị: Almenno San Bartolomeo, Bergamo, Brembate di Sopra, Mozzo, Paladina, Ponte San Pietro.